# State Farm
State Farm Insurance je velká skupina vzájemných pojišťoven ve Spojených státech se sídlem v Bloomingtonu ve státě Illinois. Ve Spojených státech je největším poskytovatelem majetkového a úrazového pojištění a největším poskytovatelem pojištění vozidel. V žebříčku Fortune 500, který uvádí americké společnosti podle výše tržeb, se State Farm v roce 2019 umístila na 36. místě.

## Obchodní model
Při prodeji (distribuci) pojištění se společnost State Farm spoléhá v podstatě pouze na výhradní agenty. Jako jedna z prvních pojišťoven ve Spojených státech expandovala State Farm i do oblasti finančních služeb, jako je bankovnictví a podílové fondy.
Banka (State Farm Bank) byla otevřena v květnu 1999 a provozuje ji společnost State Farm Financial Services, FSB, dceřiná společnost State Farm Mutual Automobile Insurance Co. Ty jsou odděleny od prodeje pojistných produktů. State Farm Bank nemá pobočky. Její běžné bankovní služby, které zahrnují běžné a spořicí účty, vkladové certifikáty a účty peněžního trhu, jsou spotřebitelům dostupné po celé zemi prostřednictvím internetu nebo po telefonu a prostřednictvím agentů. Hypotéky na bydlení jsou dostupné po celé zemi po telefonu nebo také prostřednictvím agentů.
V 50. letech 20. století uspořádala společnost State Farm soutěž mezi agenty, aby přišli s nápady, jak rozšířit podnikání společnosti. Robert H. Kent, agent společnosti State Farm v Chicagu, přišel s nápadem poskytovat stávajícím pojištěncům půjčky na automobily. Robert H. Kent se přátelil s prezidentem místní banky LaSalle NW a oba se spojili, aby program financování automobilů vyzkoušeli. Nápad se společnosti State Farm zalíbil natolik, že jej rozšířila mezi všechny agenty. Robert H. Kent dostával z programu licenční poplatky po dobu 20 let. Díky této události vzniklo první marketingové partnerství mezi pojišťovnami a bankami.